# أكثر من حب
أكثر من حب (بالبرتغالية: Amor Maior‏) هوَ مسلسل درامي برتغالي من تأليف إينيس غوميز وبطولة عددٍ منَ الممثلين بما في ذلك سارة ماتوس، خوسيه فيدالجو وإينيس كاستل برانكو. دُبلج المسلسل للغة العربيّة في وقتٍ لاحقٍ ليبدأ عرضهُ على قناة MBC Max.

## قصّة المسلسل
بدافع حب إخوانها؛ تُواجه كلارا فرانسيكا زوجة أبيها وتضحي بشغف الحياة. لطالما رغبت فرانسيسكا في الحياة والثروة التي تتمتع بها أختها غير الشقيقة لورا التي أمرت بقتلها وتزوجت من زوجها وتبنت بنات الأب الأصغر سنًا.
تُخطّط الآن لقتل زوجها لكن كلارا الابنة الكبرى للورا تكتشفها وتحاول إخبار أسرتها. لا أحد يصدق مزاعم كلارا فتُطرد خارج المنزل فيما بعد.

## البث الدولي
تم دبلجة المسلسل إلى العربية باللهجة السورية وعُرض على قناة MBC4 ثم على MBC Max.

## روابط خارجية
- أكثر من حب على موقع IMDb (الإنجليزية)
- أكثر من حب على موقع كينوبويسك (الروسية)
- أكثر من حب على موقع قاعدة بيانات الفيلم (الإنجليزية)